# Liolaemus hermannunezi
Espèce
Statut de conservation UICN

 DD  : Données insuffisantes
Liolaemus hermannunezi est une espèce de sauriens de la famille des Liolaemidae.

## Répartition
Cette espèce se rencontre au Chili et en Argentine.

## Étymologie
Cette espèce est nommée en l'honneur d'Herman Núñez.

## Publication originale
- Pincheira-Donoso, Scolaro & Schulte, 2007 : The limits of polymorphism in Liolaemus rothi: Molecular and phenotypic evidence for a new species of the Liolaemus boulengeri clade (Iguanidae, Liolaemini) from boreal Patagonia of Chile. Zootaxa, no 1452, p. 25-42.